# Asien
Asien, Teil von Eurasien, ist mit rund 44,6 Millionen Quadratkilometern und etwa einem Drittel der gesamten Landmasse der nach Fläche und mit 4,75 Milliarden Menschen größte Erdteil. Der Fläche nach betrachtet gilt das auch dann, wenn man Amerika als Doppelkontinent betrachtet, welches auf gut 42,5 Millionen Quadratkilometer kommt. Es gibt 47 international anerkannte Staaten Asiens.
In der Geschichte hat Asien eine tragende Rolle. Nach den Sumerern entstand um 1100 v. Chr. unter der Zhou-Dynastie das erste Großreich, es folgten u. a. das Neuassyrische Reich und 500 v. Chr. das noch größere Achämenidenreich.

## Etymologie
Das Wort „Asien“ geht über das lateinische Asia auf altgriechisch Ἀσία Asía zurück. Die weitere Herkunft ist unklar. Angenommen wird meist eine Herkunft vom assyrischen assu ‚Sonnenaufgang, Osten‘. Der Name Asía würde demnach eine östliche Region benennen, die in der Richtung des Sonnenaufgangs liegt, und entspräche darin dem lateinischen Wort Orient oder dem deutschen „Morgenland“.
In der griechischen Mythologie war Asia der Name einer Okeanide (oder auch Mutter einer solchen bei Hesiod), nach der die geographische Region benannt wurde. Die frühen Griechen nannten zunächst nur die Landmasse Kleinasiens Asien, woraus sich später auch der Name der römischen Provinz Asia ergab. Von Plinius dem Älteren (Naturalis historia, um 77 n. Chr.) wurde der Name dann auch auf den größeren Kontinent bezogen. Langfristig wurde so das alte Asia zu Asia minor.

## Geographie

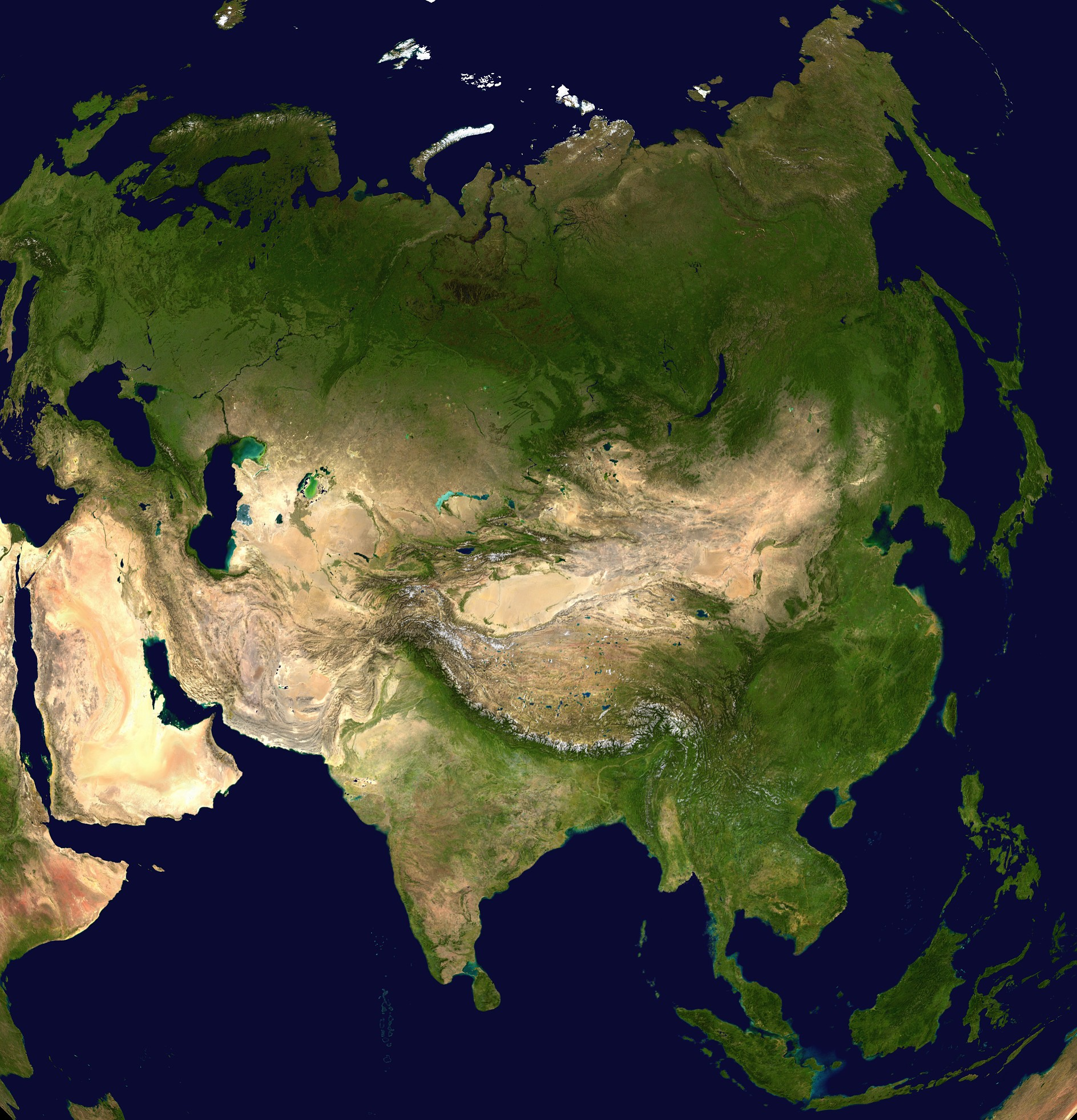
Satellitenbild Asiens

Asien ist der größte Kontinent der Erde. Mit ca. 44,6 Millionen Quadratkilometer Fläche (ohne Russland 31,7 Millionen Quadratkilometer) umfasst er rund ein Drittel der gesamten Landmasse. Gemeinsam mit Europa wird Asien auch als Teil des Großkontinents Eurasien betrachtet.
Die kontinentale Landmasse liegt ganz in der östlichen Hemisphäre und nördlich des Äquators mit Ausnahme der südöstlichsten Inseln im Malaiischen Archipel, die sich auf der Südhalbkugel der Erde befinden. Die Tschuktschen-Halbinsel in Ostsibirien liegt zwar östlich des 180. Längengrades, es gilt aber die östliche Zeit +12h.

### Ausdehnung

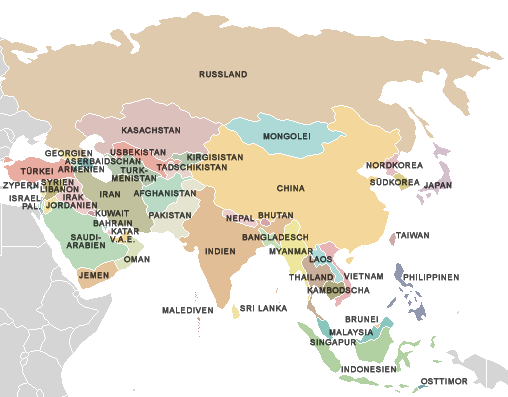
Länder Asiens

Asien wird im Norden vom Arktischen Ozean, im Osten vom Pazifischen Ozean und im Süden vom Indischen Ozean begrenzt.
Asien hat im Westen gegenüber Europa keine eindeutige geographische oder geologische Grenze. Die häufigste Definition der Grenze zu Europa von Nord nach Süd: das Ural-Gebirge, der Ural-Fluss, das Kaspische Meer, der Kaukasus bzw. die Manytschniederung, die Südküste des Schwarzen Meeres sowie der Bosporus, das Marmarameer und die Dardanellen. Von der Karasee bis zum Schwarzen Meer ist diese Grenze rund 2700 km lang.
Mit Afrika ist Asien nördlich des Roten Meeres über die Halbinsel Sinai und die 120 Kilometer breite Landenge von Sues verbunden.
Im Nordosten liegen die Festlandmassen von Asien und Nordamerika an der Beringstraße etwas mehr als 80 km voneinander entfernt. Im Südosten bildet der Malaiische Archipel die Verbindung zu Australien. Den südlichsten Punkt bildet die indonesische Insel Pamana.
Der nördlichste Festlandspunkt Asiens und der Erde ist Kap Tscheljuskin auf der Taimyrhalbinsel (77° 43′ 21″ N), der östlichste Punkt Kap Deschnjow auf der Tschuktschen-Halbinsel (169° 39′ 7″ W). Von dort bis zum westlichsten Punkt Asiens, dem Kap Baba in Kleinasien (26° 3′ 50″ O), sind es 8.223 km Luftlinie. Der südlichste Festlandspunkt des asiatischen Kontinents ist das Kap Tanjung Piai auf der Malaiischen Halbinsel (1° 15′ 57″ N).

### Gliederung
Zur regionalen Gliederung Asiens gibt es verschiedene Ansätze. Die folgende Unterteilung in Regionen wird neben anderen von der UN-Statistikbehörde UNSD verwendet. Diese Einteilung Asiens in Regionen durch die Vereinten Nationen geschieht ausschließlich aus statistischen Gründen und impliziert keine Annahme über politische oder sonstige Zugehörigkeiten der Länder und Gebiete.

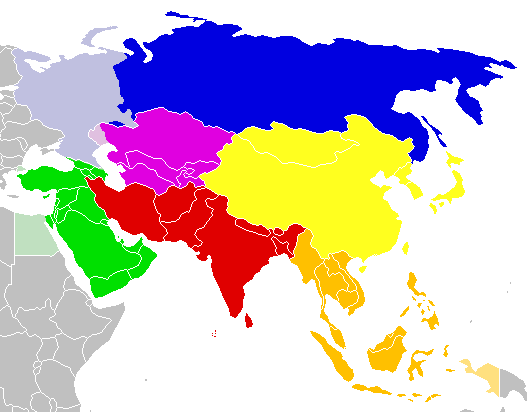
Einteilung Asiens in Regionen durch die UNSD
Nordasien
Zentralasien
Vorderasien (Westasien)
Südasien
Ostasien
Südostasien

In mancher Veröffentlichung werden diese Grenzen variiert, je nach Ziel, Thema und Hintergrund, für die eine Aufteilung verwendet wird. Früher war Afghanistan Zentralasien zugeordnet, jetzt zu Südasien. Darüber hinaus gibt es auch alternative bzw. zusätzliche Unterteilungen bzw. Überschneidungen, beispielsweise für Nordostasien.

### Flora und Fauna
Die wichtigsten Vegetationszonen oder Ökozonen (von Nord nach Süd):

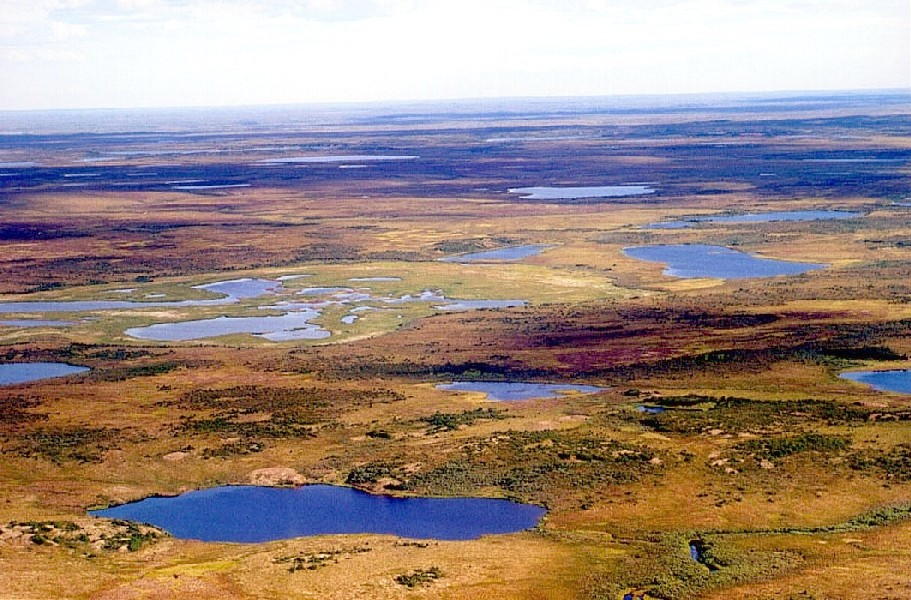
Tundra im Gebiet der Nenzen am Unterlauf des Jenissei

- Baumlose Tundra nördlich des Polarkreises. Die wichtigsten Tiere für die nomadisch lebenden Bewohner wie diejenigen der Nenzen sind die Rentiere.
- Wälder der gemäßigten Zone, darunter der boreale Nadelwald (Taiga) in Sibirien etwa zwischen Polarkreis und Verlauf der Transsibirischen Eisenbahn sowie Laubwälder etwa im Fernen Osten und im Gebiet des Kaspischen Meers. Die vielfältige Fauna hat (historische) Bedeutung für die Jagd, neben Ackerbau und der Viehzucht hat auch die Holznutzung Bedeutung. Hier leben z. B. die seltenen Amurtiger und Amurleoparden, dazu Hirsche, Wildschweine, Luchse und Bären.
- Kontinentale Graslandschaften oder Steppen. Zu den Tierarten, die diese Steppen natürlicherweise bewohnen, zählen Wildpferde, Saiga-Antilopen, Mongoleigazellen, Wölfe und Ziesel.
- Vegetationsarme, felsige Gebirgslandschaften und Wüstenlandschaften. Hochlandklima mit großen Tagestemperaturschwankungen und viel Sonnenschein. Die Gebirge werden von zahlreichen Gebirgsweidetieren wie Steinböcken, Goralen, Serauen und Wildschafen bevölkert. Der wichtigste Prädator der zentralasiatischen Gebirge ist der Schneeleopard. Die Wüstengebiete sind Heimat von Halbeseln, Wildkamelen, Geparden und Gazellen.
- Tropische Savannengebiete und Trockenwälder, vorzugsweise auf dem Indischen Subkontinent, aber auch in Südostasien. Charakteristische Großtiere sind Löwen, Hirschziegenantilopen, Nilgauantilopen und verschiedene Hirsche.
- Tropische Regenwälder. Nach der Rodung folgt als nächster Zerstörungsschritt häufig der Anbau von Monokulturen wie Palmöl-Plantagen, z. B. in Sabah (Malaysia) auf Borneo.
- Tropische Monsungebiete wie das Mekongdelta: Hier dominieren der Reisanbau und als Nutztiere Geflügel und Schweine sowie der Fischfang.

### Superlative
Asien weist eine Reihe globaler geographischer Superlative auf:
- das bevölkerungsreichste Land: Indien (bis etwa Anfang 2023 China)
- den größten Anteil am weltweit flächenmäßig größten Land: Russland. Dieser Anteil Russlands selbst ist größer als das weltweit zweitgrößte Land Kanada.
- die höchste und die zweithöchste Gebirgskette: Himalaya und Karakorum, beinhalten alle Berge mit über 8000 Meter Gipfelhöhe
- den tiefsten und ältesten Binnensee: den Baikal
- den größten Binnensee: das Kaspische Meer
- das tiefstgelegene Gewässer: das Tote Meer

Es ist der Erdteil mit der verschiedenartigsten Vegetation, wechselnd vom Permafrostboden Sibiriens bis hin zum Dschungel Südostasiens. Neben den Extremen Tundra, Wüste und tropischer Regenwald sind auch alle anderen auf der Erde vertretenen Vegetationszonen in Asien zu finden.
Eine weitere Besonderheit sind die meisten interkontinentalen Staaten der Erde, mit sowohl asiatischen Landesteilen als auch Territorien in anderen Erdteilen. Dazu gehören Russland, Kasachstan, Indonesien, Japan, Ägypten und die Türkei.

## Geschichte
Asien ist die Wiege zahlreicher Kulturen, beispielsweise in China, in Japan, in Indien, in Iran sowie Babylonien und Assyrien in Vorderasien. Alle sogenannten Weltreligionen sind in Asien entstanden.
Asien und Europa verbindet eine lange Tradition an Kriegen (beispielsweise Alexander der Große, die Perserkriege, die Kreuzzüge, die Einfälle der Hunnen und der Türken) und an Entdeckungsreisen (beispielsweise Sven Hedin), aber auch viele wichtige Handelsverbindungen, wie zum Beispiel die Seidenstraße.
Asien ist von jeher von Großreichen geprägt und nicht so zersplittert wie Europa. Die chinesische Kultur hat in der Welt, vor allem jedoch in Ostasien, ihre Spuren hinterlassen (Papier, Buchdruck, Kompass, Seide, Porzellan u. v. m.). Aus Indien hat sich der Buddhismus verbreitet. Nordasien (insbesondere Sibirien) blieb lange Zeit nahezu unbesiedelt, erst als sich das Russische Reich weiter ausdehnte, wurden dort größere Städte gegründet. Zentralasien war traditionell die Heimat von Steppenvölkern (Reitervölker) (beispielsweise den Mongolen), die in früheren Zeiten eine Bedrohung für Europa darstellten. Vorderasien ist seit dem 7. Jahrhundert vom Islam geprägt und hatte einen stark prägenden Einfluss auf Nordafrika.

## Bevölkerung
| Asien: Einwohnerzahlen von 1950 bis 2020                                                       | Asien: Einwohnerzahlen von 1950 bis 2020 | Asien: Einwohnerzahlen von 1950 bis 2020 | Asien: Einwohnerzahlen von 1950 bis 2020 | Asien: Einwohnerzahlen von 1950 bis 2020 |
| ---------------------------------------------------------------------------------------------- | ---------------------------------------- | ---------------------------------------- | ---------------------------------------- | ---------------------------------------- |
| Jahr                                                                                           |                                          |                                          |                                          | Einwohner                                |
| 1950                                                                                           | 1950                                     |                                          | 1.403.389.000                            | 1.403.389.000                            |
| 1960                                                                                           | 1960                                     |                                          | 1.707.682.000                            | 1.707.682.000                            |
| 1970                                                                                           | 1970                                     |                                          | 2.134.993.000                            | 2.134.993.000                            |
| 1980                                                                                           | 1980                                     |                                          | 2.637.586.000                            | 2.637.586.000                            |
| 1990                                                                                           | 1990                                     |                                          | 3.199.481.000                            | 3.199.481.000                            |
| 2000                                                                                           | 2000                                     |                                          | 3.719.044.000                            | 3.719.044.000                            |
| 2010                                                                                           | 2010                                     |                                          | 4.164.252.000                            | 4.164.252.000                            |
| 2020                                                                                           | 2020                                     |                                          | 4.647.858.000                            | 4.647.858.000                            |
| Quelle(n): United Nations, Department of Economic and Social Affairs ohne Russland, mit Türkei |                                          |                                          |                                          |                                          |

In Asien leben rund 4,75 Milliarden Menschen, was etwa 60 % der Erdbevölkerung entspricht. In Indien und in der Volksrepublik China leben jeweils etwa 1,4 Milliarden Menschen. Während vor allem Russland und die Mongolei sehr dünn besiedelt sind, kämpfen andere Länder mit den Auswirkungen ihrer Bevölkerungsexplosion.
| keine Daten weniger als 0,1 % 0,1–0,5 % 0,5–1 % 1–5 % 5–15 % 15–50 % |

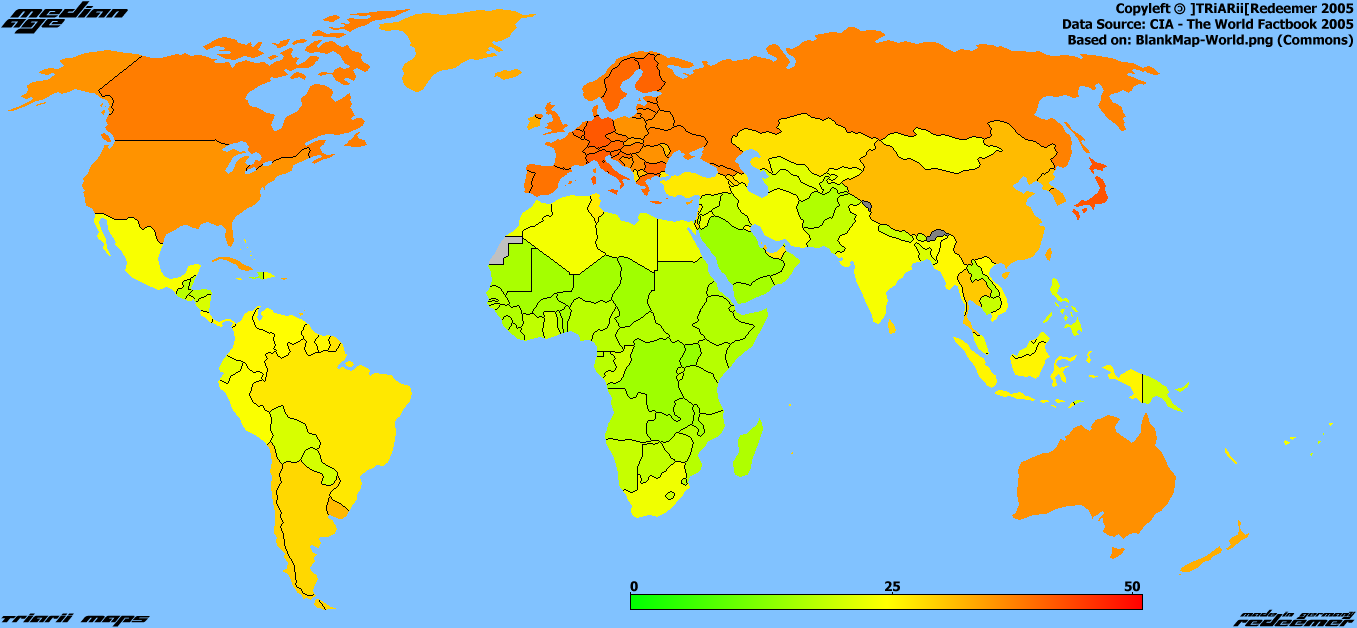
Weltkarte zum Thema Durchschnittsalter (Stand: 2005)

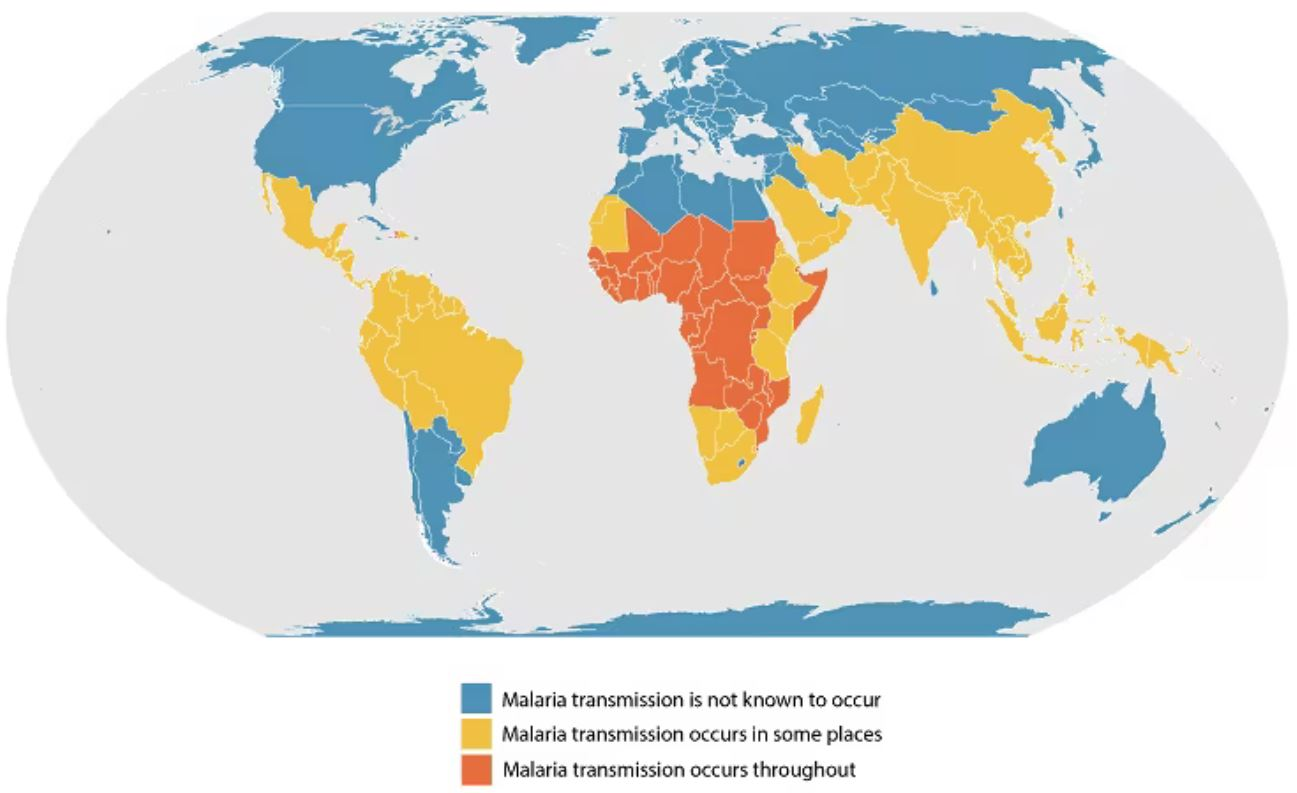
Malariarisikogebiete (Stand: 2020)

HIV-Verbreitung

Gesundheit und Lebenserwartung korrelieren mit dem Wohlstand der Nationen. Höherer Lebensstandard bedeutet auch mehr Ressourcen für die eigene wie für die Volksgesundheit.
Die Bewohner von Macau, Singapur, Hongkong und Japan erreichen unter den Asiaten das höchste Durchschnittsalter. Saudi-Arabien, Vereinigte Arabische Emirate, Brunei, China, Malaysia, Thailand, Philippinen und Indonesien liegen mit der Lebenserwartung weltweit etwa im Mittel. Die kürzeste Lebenserwartung in Asien haben Menschen in Indien, Bangladesch, Myanmar, Kambodscha, Laos, Bhutan und Afghanistan.
Malaria ist in Südasien und Südostasien verbreitet. Es gibt noch kein effektives Impfmittel gegen Malaria. Durch Insektensprays könnte die Verbreitung etwas eingedämmt werden, diese sind aber für große Teile der betroffenen Bevölkerung zu teuer.
AIDS ist weit verbreitet. Besonders in Russland, Indien, Nepal, Myanmar, Thailand, Kambodscha, Vietnam und Malaysia tritt das HI-Virus vermehrt auf. Dagegen sind in Japan, der Mongolei, Sri Lanka, Bangladesch, Bhutan, Afghanistan, Turkmenistan und in Vorderasien nur relativ wenige Menschen an AIDS erkrankt. Diese Angaben sind aber mit Vorsicht zu betrachten, da die HIV-Infektionsrate als Durchschnittswert auf das ganze Land bezogen ist, aber vor allem in den Großstädten gehäuft auftritt.

## Sprachen
In Asien werden viele hundert einzelne Sprachen gesprochen. Zu den bedeutenden Sprachfamilien und Sprachgruppen gehören (Auswahl):
- Slawische Sprachen
- Kaukasische Sprachen
- Semitische Sprachen
- Iranische Sprachen
- Oghusische Sprachen
- Kiptschakische Sprachen
- Uighurische Sprachen
- Sibirische Turksprachen
- Sinitische Sprachen
- Indoarische Sprachen
- Dravidische Sprachen
- Tibetobirmanische Sprachen
- Tai-Kadai-Sprachen
- Austroasiatische Sprachen
- Koreanische Sprache
- Japanisch-Ryūkyū
- Malayo-polynesische Sprachen

Siehe auch Abschnitt Sprachfamilien der Welt: Eurasien.

## Wirtschaft

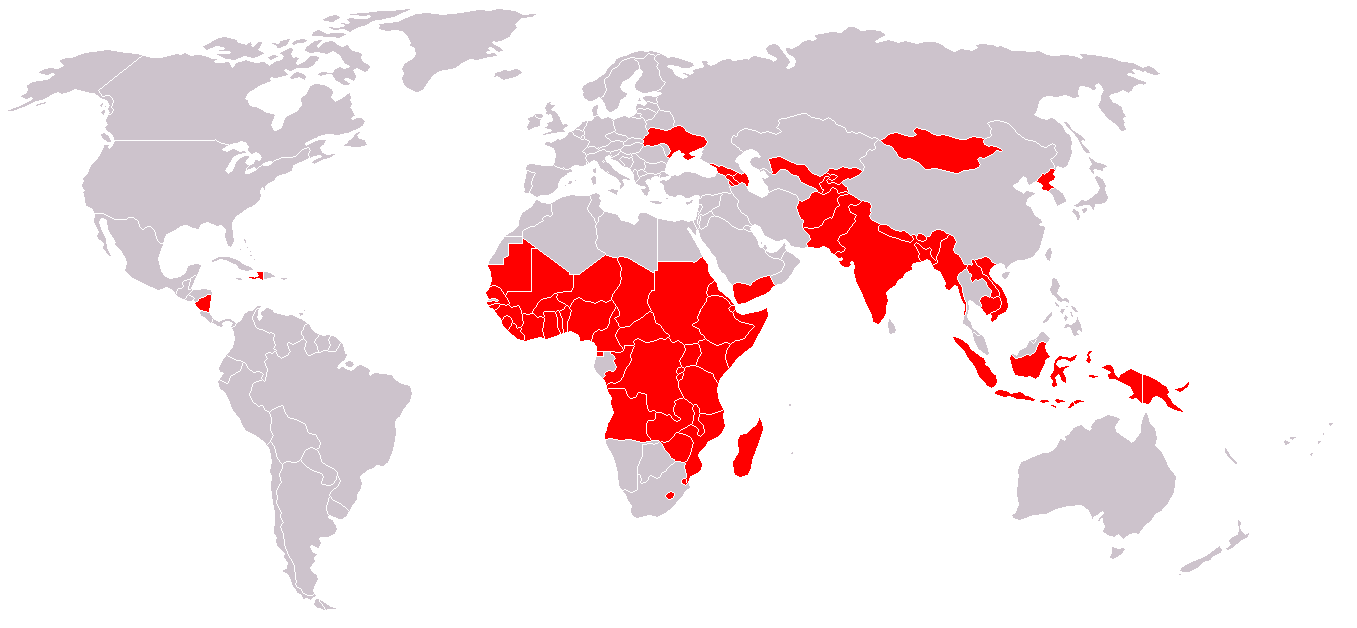
Die ärmsten Staaten der Welt (Stand: 2001)

Nach der Einteilung in Nordasien (Russland), Westasien (W), Zentralasien (Z), Südasien (S), Südostasien (SO) und Ostasien (O) ergibt sich folgendes Bild:
- In Asien gibt es nach Afrika die meisten Entwicklungsländer. Dazu gehören Vietnam (SO), Kambodscha (SO), Laos (SO), Myanmar (SO), Bangladesch (S), Bhutan (S), Nepal (S), Pakistan (S), Afghanistan (S), Tadschikistan (Z), Usbekistan (Z), Kirgisistan (Z), Georgien (W), Armenien (W), Aserbaidschan (W), Jemen (W), die Mongolei (O) sowie (noch) die Volksrepublik China (O) und Indien (S).
- Zu den ins Industriezeitalter „eingekauften“ Ländern gehören die Erdöl fördernden Staaten Iran (W), Irak (W), Kuwait (W), Saudi-Arabien (W) und die Vereinigten Arabischen Emirate (W).
- Als Industrienationen gelten Japan (O), Singapur (SO), die Republik China (Taiwan) (O), Südkorea (O), Israel (W), und die beiden zur Volksrepublik China (O) gehörenden Sonderverwaltungszonen Hongkong und Macau. Diese Länder zählen heute zu den weltweit führenden Ländern in Bereichen der Hochtechnologie. Auch Malaysia (SO) unternimmt erfolgreich Anstrengungen, an die Spitze aufzuschließen.
- Das reichste Land der Welt, Katar (W), liegt in Asien.

### Industrienationen

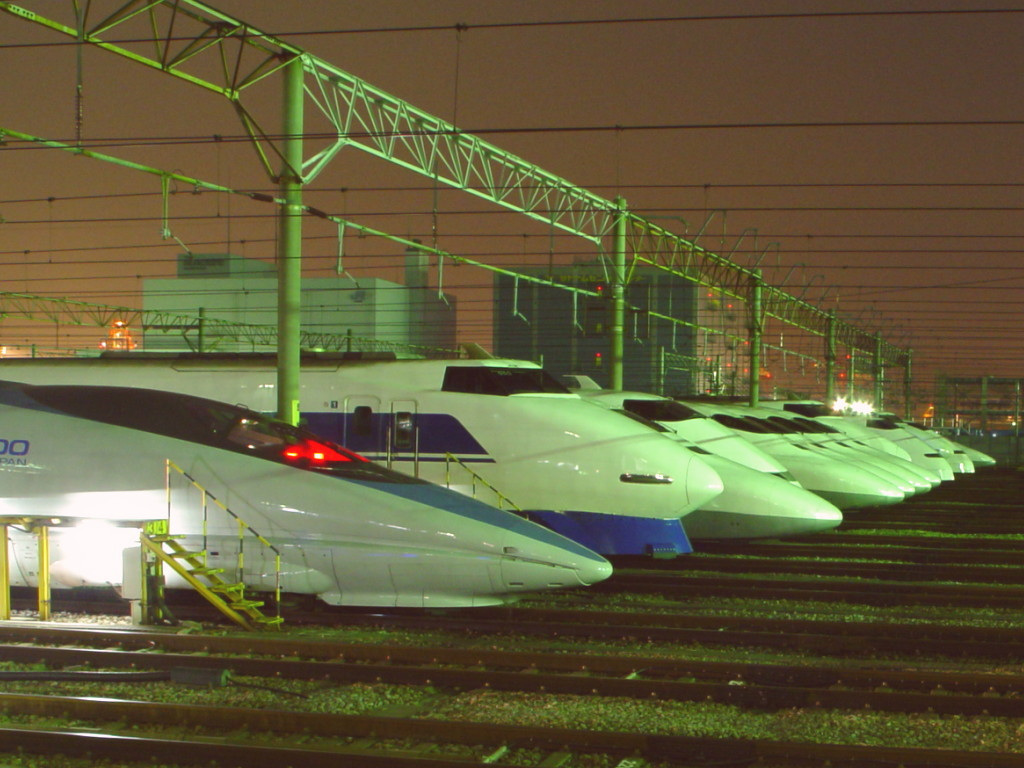
Shinkansen

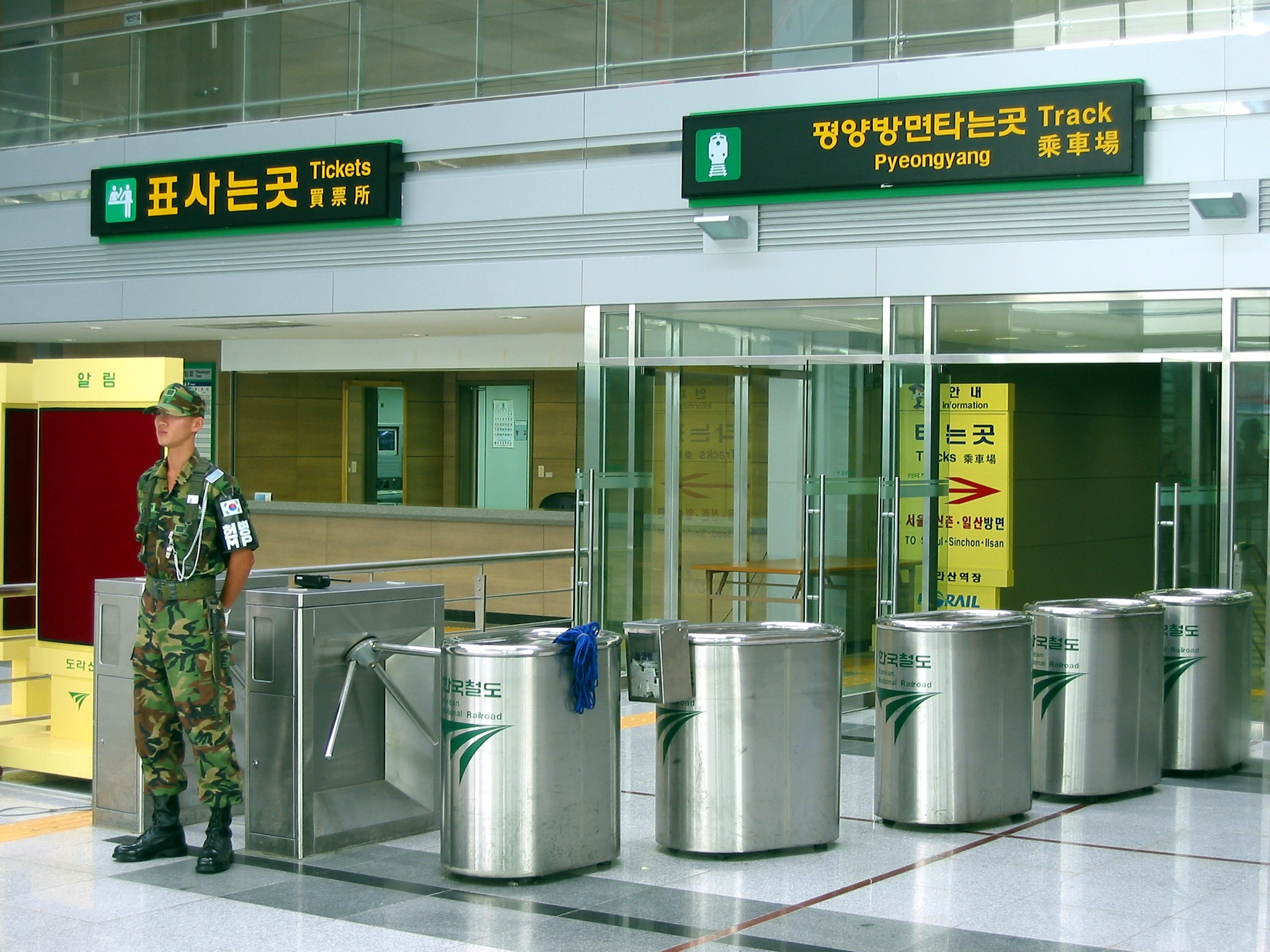
Die Dorasan-Station an der Grenze zwischen Nordkorea und Südkorea 2003

Sowohl gemessen am Wechselkurs-basierten Bruttoinlandsprodukt als auch in Kaufkraftparität ist China die größte Volkswirtschaft Asiens und die zweitgrößte weltweit. In Asien folgen die Staaten Japan, Indien und Südkorea. Die Wirtschaft Japans war über Jahrzehnte die am stärksten wachsende Volkswirtschaft Asiens. Während Japans wirtschaftliche Lage sich seit den 1990er-Jahren verschlechterte, weisen China und Indien im selben Zeitraum ein, im globalen Vergleich, überdurchschnittliches Wirtschaftswachstum von mehr als 10 bzw. 7 Prozent pro Jahr auf. Japan hat aber die Rolle der führenden Wirtschaftsnation Asiens 2010 an China abgegeben. Dennoch ist es die führende Industrienation Asiens und (neben dem größtenteils zu Europa gezählten Russland) das einzige Land des Kontinents, das Mitglied der Gruppe der Acht führenden Industrieländer ist.
Bezogen auf die Kaufkraftparität hat auch Indien heute (2015) ein größeres BIP als Japan.

### Tigerstaaten

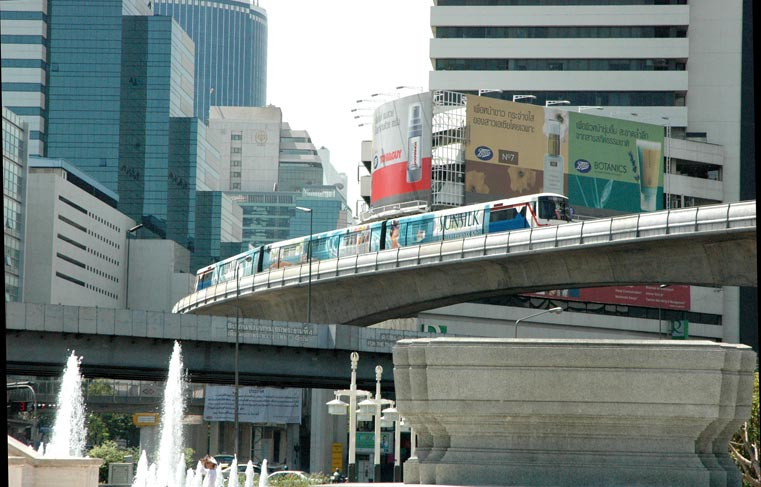
Bangkok, im Boom der Pantherstaaten rasch gewachsene Hauptstadt Thailands

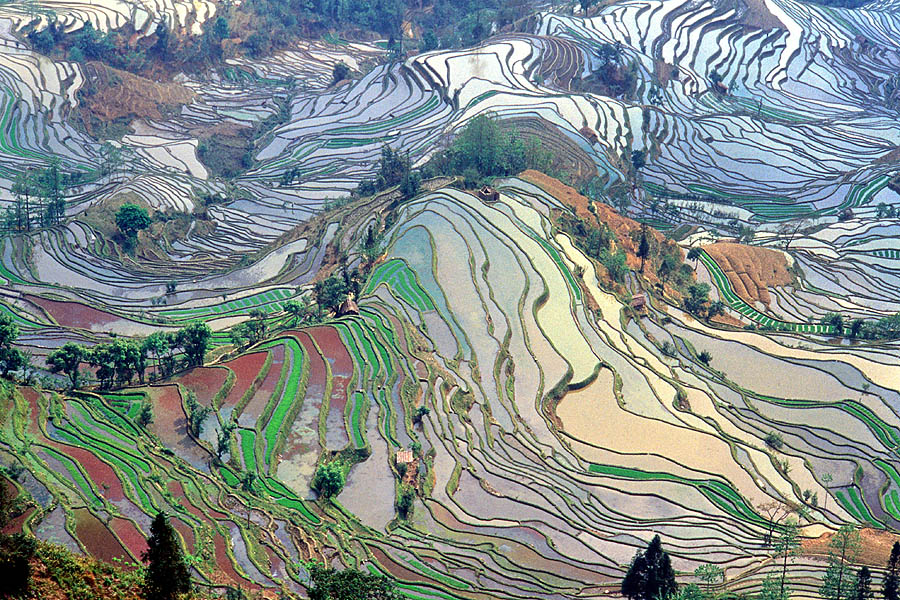
Reisanbau in Yunnan, China

Nach dem Zweiten Weltkrieg, verstärkt ab den 1960er-Jahren, war das wirtschaftliche Wachstum zunächst auf die Länder und Gebiete entlang der Pazifikküste konzentriert, wovon vor allem Japan, Südkorea und Taiwan sowie die ehemaligen britischen Kolonien Hongkong und Singapur profitierten, die sich eng an die Wirtschaft der USA banden. In den 1980er-Jahren entwickelten sich mehrere Staaten in Ost- und Südostasien mit einem raschen Wirtschaftswachstum von Schwellenländern zu Industrieländern: die „Tigerstaaten“ Hongkong (damals noch eine Kronkolonie des Vereinigten Königreichs), Taiwan, Singapur und Südkorea. 1997/98 fand die rasante Hochkonjunktur in vielen dieser Länder mit der Asienkrise ihr Ende, die – von Thailand ausgehend – vor allem eine Finanz- und Währungskrise war. Seitdem wächst die Wirtschaft dieser Staaten zwar weiter, aber das sehr hohe Wachstum von bis zu zehn Prozent hat sich auf fünf bis sechs Prozent abgeschwächt.

### Entwicklungsländer

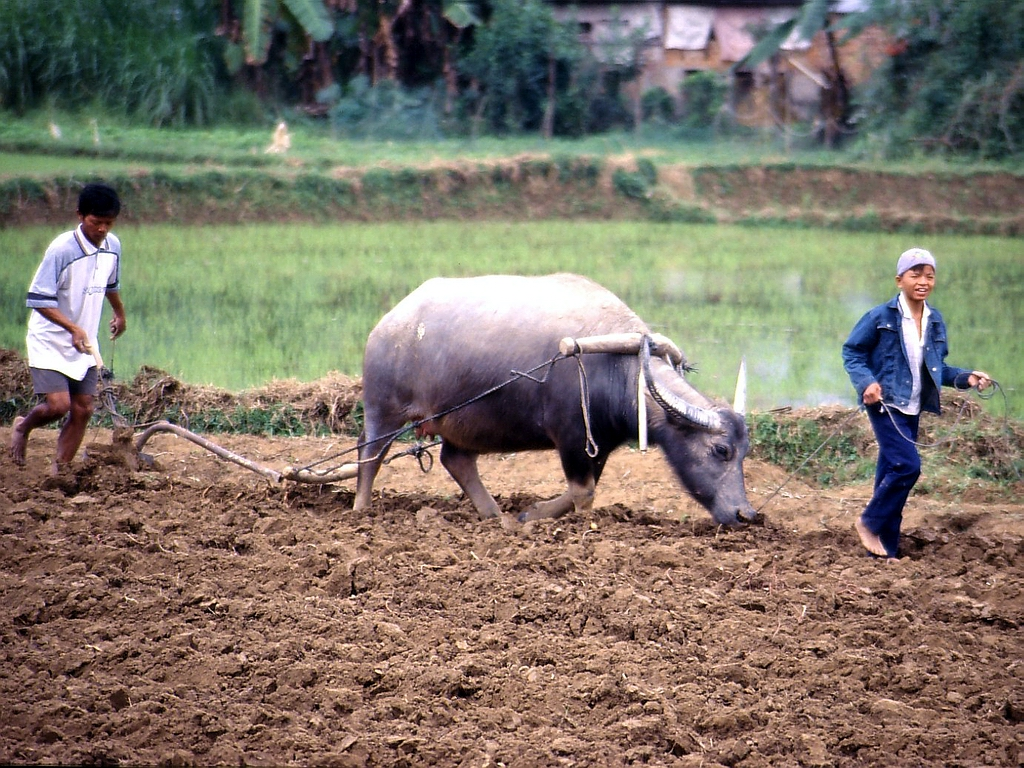
Pflügen des Reisfeldes mit Wasserbüffel und Holzpflug in Vietnam

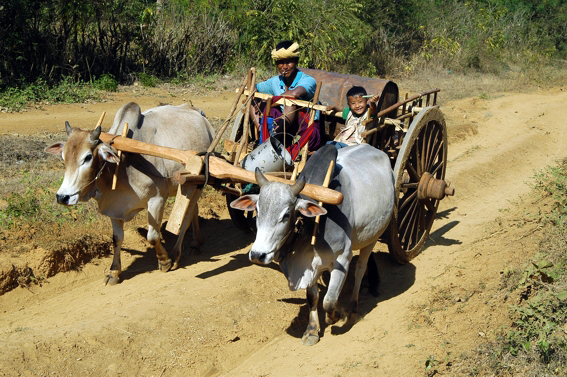
Noch heute gebräuchlichstes Transportmittel in Myanmar

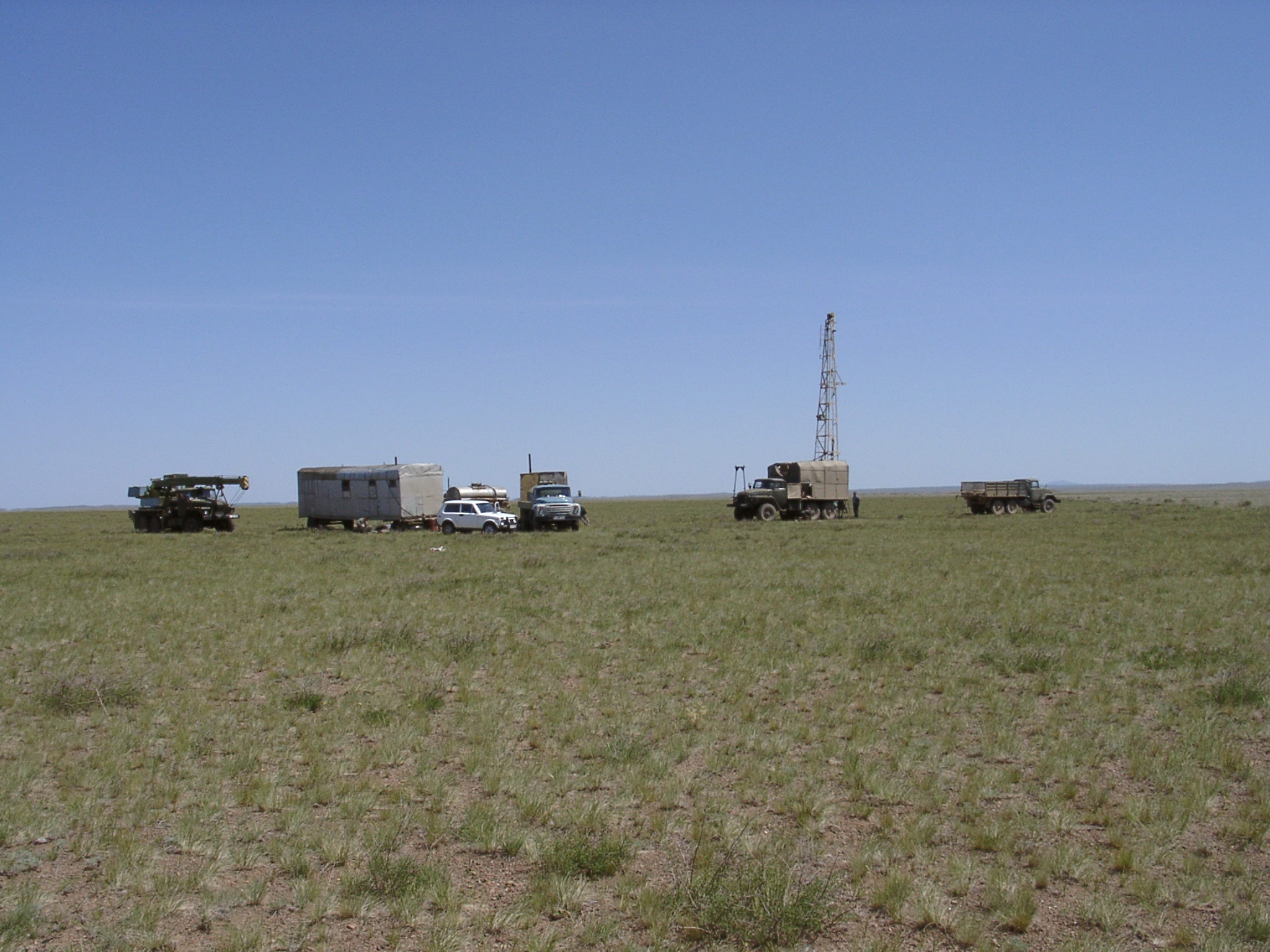
Probebohrung in der Steppe von Kasachstan

Weite Teile Asiens sind nach wie vor landwirtschaftlich geprägt, wobei insbesondere Reisanbau und Fischerei von Bedeutung sind.
Rohstoffarme Staaten oder durch Kriege und korrupte Regierungen zurückgeworfene Staaten wie Afghanistan, Bangladesch, Myanmar, Laos, Kambodscha, Vietnam sowie die ehemaligen Sowjetrepubliken in Zentralasien sind nach wie vor landwirtschaftlich entsprechend ihrer Topographie geprägt.
Die meisten heutigen zentral- und nordasiatische Staaten waren bis zu deren Zerfall 1990/91 Teil der Sowjetunion und somit planwirtschaftlich organisiert. Die Wirtschaft dieser Länder ist großteils von Landwirtschaft und Schwerindustrie bestimmt.
Rohstoffreichtum einiger Regionen wie etwa Erdöl und -gas im Gebiet des Kaspischen Meeres oder diejenigen in der Tundra von Sibirien gewinnen Bedeutung im sich weltweit verstärkenden Kampf um diese Ressourcen, wobei Fluch und Segen für die Bewohner häufig nahe beieinander liegen (Umweltverschmutzung, Korruption und Kriege).

### Golfstaaten
In Südwestasien ist vor allem die Erdölförderung der bestimmende Wirtschaftszweig. Die weltweit größten bekannten Reserven befinden sich auf der arabischen Halbinsel und in den umliegenden Regionen am Persischen Golf, wobei das Königreich Saudi-Arabien über die umfangreichsten Ölfelder verfügt. Weitere bedeutende Förderländer sind Iran und der Irak. Die flächenmäßig kleinen Emirate Kuwait und Katar, die Vereinigten Arabischen Emirate und das Königreich Bahrain zählen durch den Verkauf von Erdöl bei zugleich relativ geringer Bevölkerungszahl zu den reichsten Staaten der Erde.

## Religion, Mythologie und Philosophie

Quelle: Encyclopedia Britannica, zitiert in der FAZ vom 8. März 2013, Seite 6f

Mehrere Regionen Asiens, darunter Mesopotamien, das Tal des Indus (vgl. Indus-Kultur), Iran und China, gelten als „Wiegen der Zivilisation“. Mit der Entwicklung der Zivilisationen und der frühen Hochkulturen in diesen Gebieten ging auch die Entwicklung der Religionen einher. Alle im Allgemeinen als „Weltreligionen“ bezeichneten Religionen haben ihren Ursprung in Asien. Mit über 1 Milliarde Anhänger ist der Islam die größte Religion in Asien und umfasst mehr als ein Viertel aller Bewohner des Kontinents, Muslime stellen die Bevölkerungsmehrheit in mehr als der Hälfte aller Staaten Asiens.

### Vorderasien
Zu den frühesten Monumenten religiösen Empfindens der Menschheit zählt etwa die Anlage in Göbekli Tepe in der heutigen Türkei. Entstanden um etwa 9000 v. Chr., wobei die Ursprünge noch deutlich weiter zurück reichen dürften, als die neolithische Revolution und damit der Beginn von Ackerbau und Viehzucht noch bevorstand, gilt Göbekli Tepe als älteste bekannte Tempelanlage der Welt. Etwa aus derselben Zeit datieren Funde in Nevalı Çori am Euphrat in der heutigen türkischen Provinz Şanlıurfa, wo auch vergleichbare bildhauerische Werke, wie anthropomorphe Figuren und Tierdarstellungen, die auf eine religiöse Nutzung hindeuten, gefunden wurden.

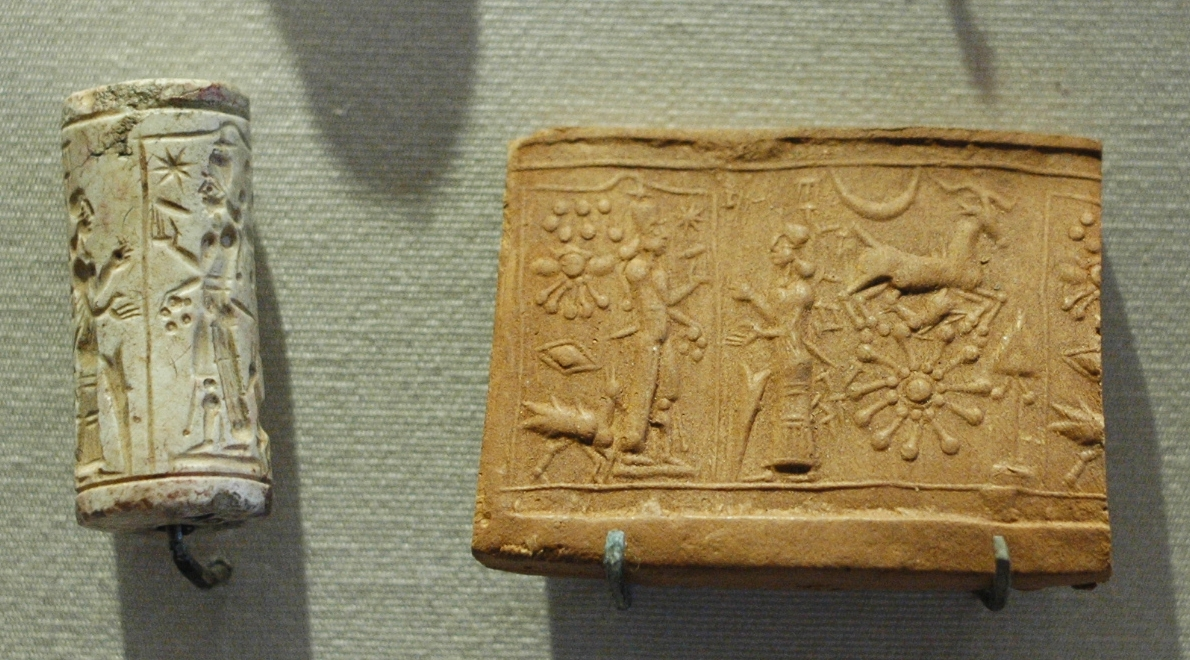
Verehrung des Sonnengottes Schamasch (akkadisch-babylonisch)

In Mesopotamien (Zweistromland; vgl. „Fruchtbarer Halbmond“) entwickelte sich ab etwa dem vierten Jahrtausend v. Chr. die sumerische Religion. Sie ist eine der ältesten bekannten Religionen und hatte entscheidenden Einfluss auf sich später entwickelnde Glaubenssysteme der Kanaaniter (Vorläufer der Hebräer), Akkader, Babylonier, Assyrer, Hethiter, Hurriter, Ugariter und Aramäer. Neben einer Reihe von den Haupt- und Urgöttern verehrten die Sumerer, in einer Zeit als dort einige der ersten Städte wie Ur und Byblos entstanden (vgl. Liste historischer Stadtgründungen), Stadtgötter und verfügten damit bereits über ein Pantheon von Göttern. Das Gilgamesch-Epos, eines der frühesten schriftlichen Zeugnisse der Menschheit, hat seinen Ursprung in dieser Epoche und erzählt von den Begegnungen des Königs Gilgamesch mit den Göttern und seiner Suche nach Unsterblichkeit. Das Enūma eliš (niedergeschrieben ca. im 12. Jahrhundert v. Chr.) ist wiederum einer der ursprünglichsten Schöpfungs-Mythen. Sumerische Mythen, wie etwa die Erzählung von der Sintflut, fanden auch Eingang in die judäo-christlichen Traditionen.
Vermutlich in Baktrien entstand zwischen 1800 v. Chr. und 700 v. Chr. der Zoroastrismus, eine der ältesten, wenn auch ursprünglich dualistischen, monotheistischen (Ahura Mazda) Religionen, die bis heute überdauert hat.
Die Richter (ca. 1250 v. Chr.) und die Erzväter, die als früheste Überlieferungen der jüdischen Geschichte gelten, hatten ihren Ursprung in Mesopotamien, wo die Vorfahren der Hebräer als Nomadenvolk lebten. Abraham, der Stammvater Israels, soll selbst aus Ur gekommen sein. Tradiert ist die jüdische Religion in einer in der Tora festgehaltenen schriftlichen und einer mündlichen Lehre (Talmud u. a.).

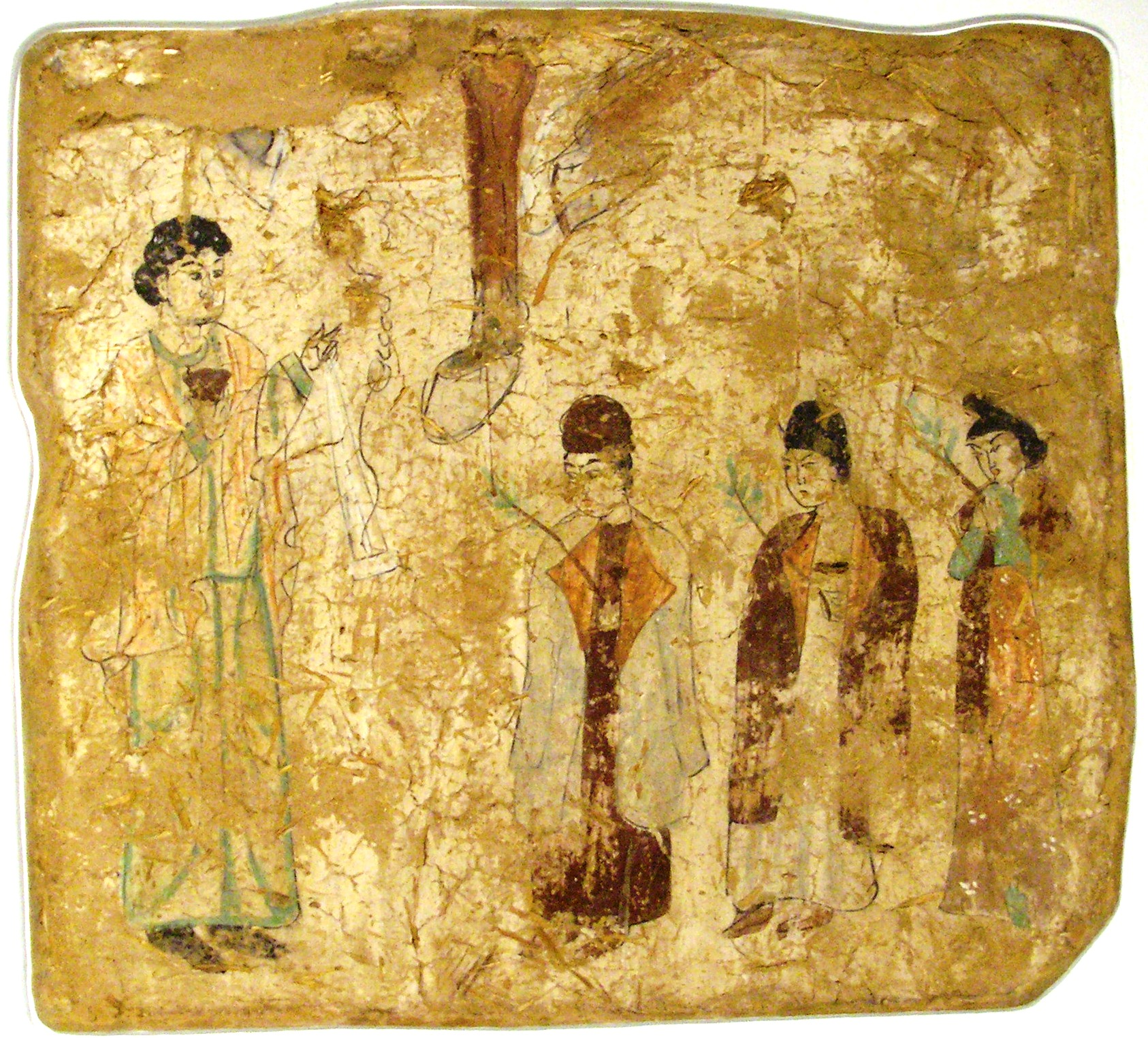
Nestorianischer Priester (Bezeklik, Taklamakan)

Mit Jesus von Nazaret (vgl. Jesus Christus) soll etwa 7 bis 4 v. Chr. in Palästina der selbst in der Tradition der jüdischen Religion stehende Begründer des Christentums geboren worden sein. Nach seinem Tod fand die Lehre seiner Jünger vorerst im Nahen Osten und, innerhalb des Römischen Reiches, in Südeuropa Verbreitung. In Asien entwickelten sich verschiedene Traditionen des christlichen Orients, von denen einige, wie etwa der Nestorianismus, bis weit nach Zentralasien und China vordrangen. Ausgehend vom byzantinischen Reich verbreiteten sich die altorientalischen Kirchen in Vorderasien und auch Indien sowie die heute noch in weiten Teilen Nordasiens vorherrschenden orthodoxen Kirchen.

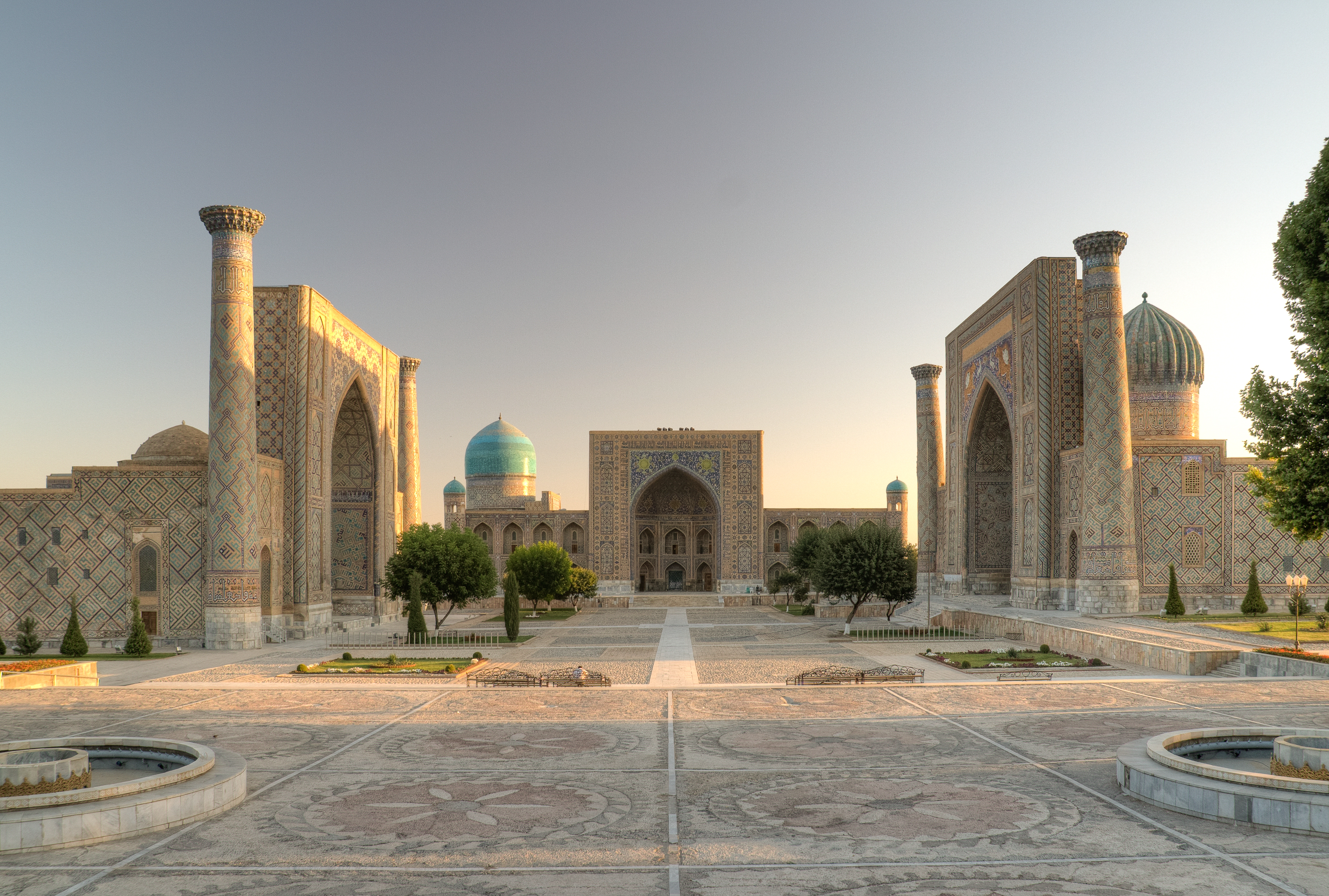
Registan (Samarqand)

Die Geschichte des Islam begann im 6. Jahrhundert mit dem Wirken Mohammeds auf der arabischen Halbinsel. Gemäß der im Koran festgehaltenen Lehre des Islam gilt er als der letzte Prophet in der Geschichte der Menschheit und Vollender der biblischen Prophetie. In Asien fand der Islam im Zuge der islamischen Expansion Verbreitung in Vorderasien und in weiten Teilen Zentral- und Südasiens bis zum Malaiischen Archipel im Südosten.

### Süd- und Ostasien

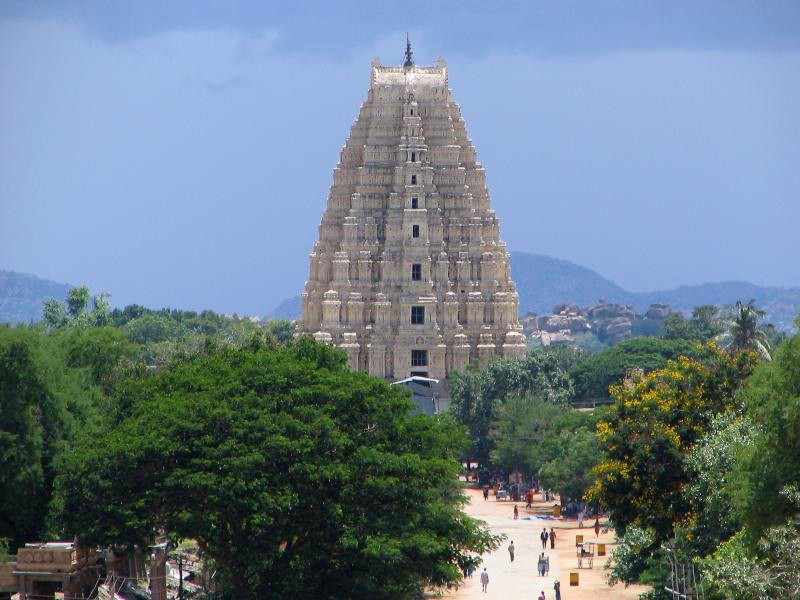
Gopuram eines Hindu-Tempels in Hampi (Indien)

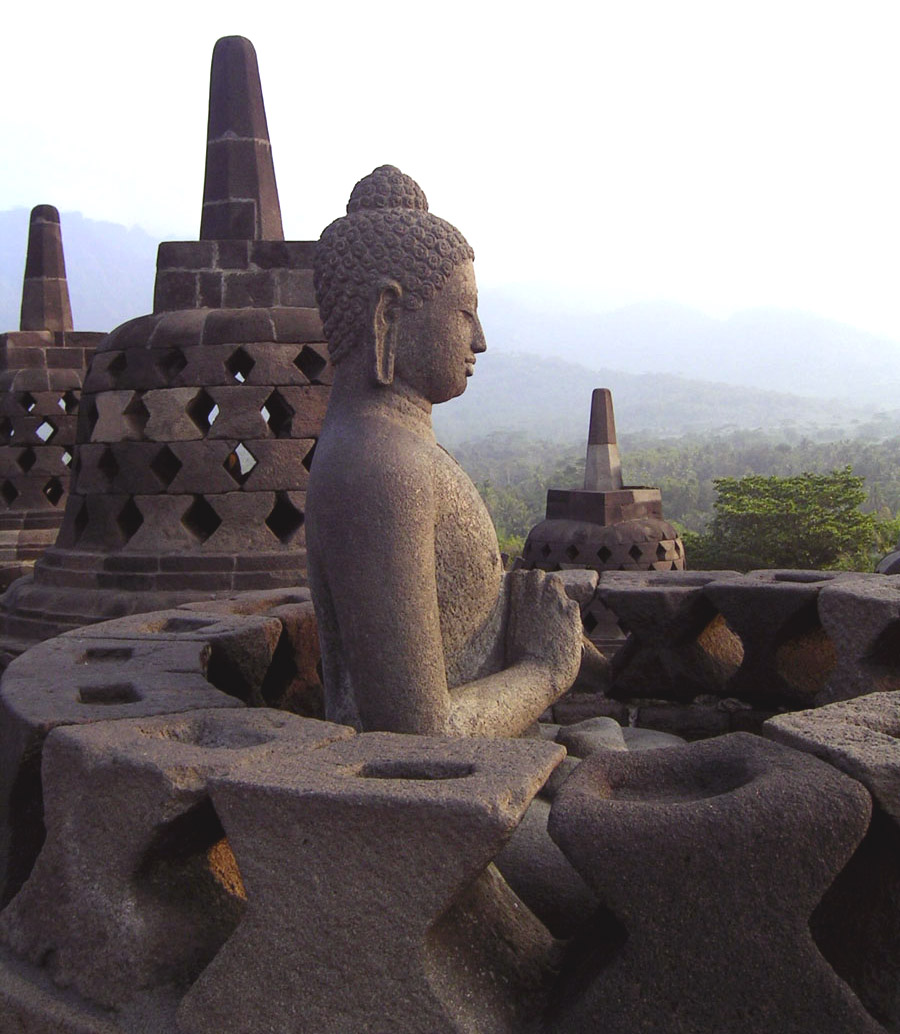
Borobudur (Indonesien)

Der bis heute vor allem in Indien vorherrschende Hinduismus entstand gegen Ende der Indus-Kultur um ca. 2000 v. Chr. Die Lehren basieren auf den Veden, heiligen Schriften, deren älteste, die Rigveda, etwa 1200 bis 1000 v. Chr. zusammengestellt wurde. Der Hinduismus umfasst eine große Zahl teils sehr unterschiedlicher Glaubensschulen und Ansichten. Es gibt weder ein gemeinsames Glaubensbekenntnis noch Institutionen, die für alle Gläubigen gleichermaßen Autorität besitzen. Verbindende Merkmale sind die zentralen Gottheiten Brahma, Shiva und Vishnu (Trimurti) – die jedoch in den Lehrtraditionen wie Shivaismus, Vishnuismus oder Shaktismus sehr unterschiedlich betrachtet werden – und der Glaube an den sich ständig wiederholenden Kreislauf des Lebens (Samsara) und die Reinkarnation. Der Hinduismus hatte, wie die indische Philosophie, schon früh prägenden Einfluss auf jene Länder, die im Einflussbereich der indischen Kultur lagen, und fand Eingang in die Glaubenswelten Süd- und Südostasiens.
An der Wende vom sechsten zum fünften vorchristlichen Jahrhundert lebte in Nordindien Siddhartha Gautama, der nach der Überlieferung im Alter von 35 Jahren Erleuchtung erlangte und somit zum Buddha („Erwachter“, „Erleuchteter“) wurde. Aus der vedischen Tradition kommend und diese hinter sich lassend, wurde er zum Begründer des Buddhismus. Etwa zeitgleich begründete Mahavira ebenfalls in Indien die Lehre des Jainismus.
Der Buddhismus wurde vorerst auf dem indischen Subkontinent, auf Sri Lanka und in Zentralasien bekannt. Der südliche Buddhismus (Theravada) fand Verbreitung in den Ländern Südostasiens. Der nördliche Buddhismus (Mahayana) erreichte über die Seidenstraße Zentral- und Ostasien sowie von Nordindien die Länder der Himalayaregion, wo sich, in Wechselwirkung mit den bereits verbreiteten Glaubenssystemen wie etwa Bön, weitere Traditionen entwickelten; so beispielsweise Vajrayana (Tibet), Chan (China) bzw. Zen (Japan) und Amitabha-Buddhismus (Ostasien).

Tàijí-Symbol (auch „Yīn und Yáng“-Symbol)

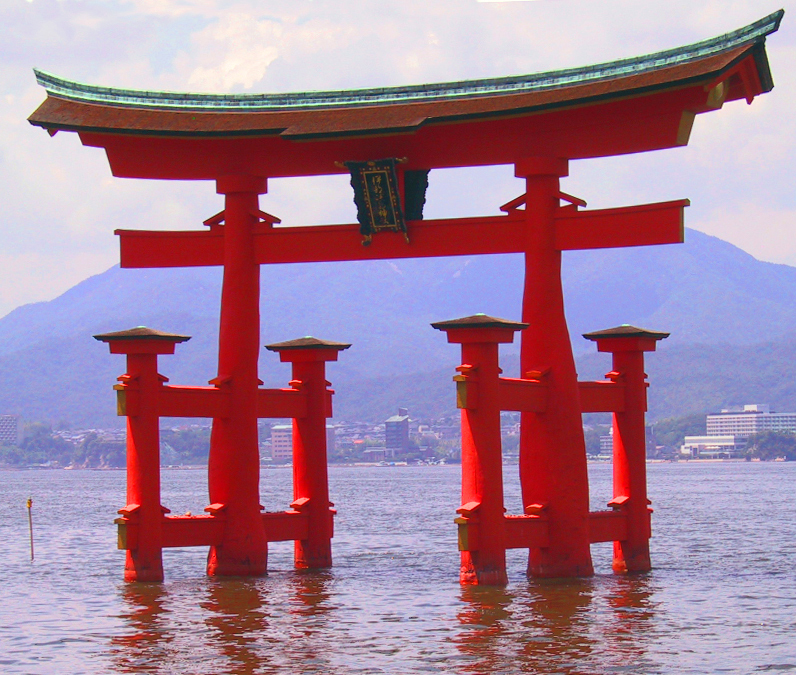
Shintō-Torii des Itsukushima-Schreins auf Miyajima

In China hatten die Philosophen Laozi (auch Lao Tse, Lao-tzu; 6. Jahrhundert v. Chr., ob er tatsächlich existiert hat, ist nicht endgültig geklärt) und Konfuzius (auch Kong Tse, Kǒng Fū Zǐ; ca. 551 v. Chr. bis 479 v. Chr.) die Lehrtraditionen des Daoismus und des Konfuzianismus begründet, die bis heute prägenden Einfluss auf die Gedankenwelt und Gesellschaft Ostasiens besitzen und auch die Entwicklung des Buddhismus in diesen Regionen mitbeeinflussten (vgl. Buddhismus in China).
Die Religion in Japan war schon früh durch den Synkretismus verschiedener Glaubenssysteme gekennzeichnet. Bis heute sind Shintō und Buddhismus (Zen, Amidismus), der Japan im 5. oder 6. Jahrhundert erreichte, die am weitesten verbreiteten Religionen. Inhalte der chinesischen Lehren Daoismus und Konfuzianismus wurden von Shintō und Buddhismus aufgenommen und integriert. Seit dem Ende des Zweiten Weltkriegs herrscht eine besonders hohe religiöse Toleranz in Japan, was zu einem starken Anwachsen neureligiöser Gruppen geführt hat.
An der Wende vom 15. zum 16. Jahrhundert stiftete Guru Nanak im Punjab, im Nordwesten Indiens, den Sikhismus. Oft als Abspaltung oder Reformbewegung des Hinduismus oder als Synkretismus aus Hinduismus und Islam bezeichnet, beschreiben Sikhs ihren Glauben als religionsübergreifenden Lebensweg, der sich nicht an dogmatischen Grenzen, sondern an gelebter Weisheit orientiert.
Offiziell am 7. September 1926 im südlichen Vietnam gegründet, ist der Caodaismus (Đạo Cao Đài) heute nach Buddhismus und Katholizismus die drittgrößte Religion des Landes. Religionsstifter war Ngô Văn Chiêu, der die Lehren dieser Religion, die verschiedene Inhalte aus mehreren asiatischen Religionen und dem Christentum umfasst, durch spiritistische Sitzungen empfangen hatte.
Im 20. Jahrhundert hatten so unterschiedliche Persönlichkeiten wie der Inder Mahatma Gandhi, mit seiner aus der indischen Philosophie abgeleiteten Lehre der Gewaltlosigkeit (Ahimsa), und der chinesische Revolutionär Mao Zedong, mit seinem auf dem Kommunismus basierenden Maoismus, entscheidenden Einfluss auf die Politik der beiden nach ihrer Bevölkerungszahl größten Länder der Erde und darüber hinaus.

## Länder Asiens nach Regionen
| Land                                   | Hauptstadt          | Fläche (km²)                      | Bevölkerung 2016                    |
| Nordasien                              | Nordasien           | Nordasien                         | Nordasien                           |
| -------------------------------------- | ------------------- | --------------------------------- | ----------------------------------- |
| Russland* (ohne europäischen Teil)     | Moskau              | 13.122.850 (nur asiatischer Teil) | etwa 38 Mio. (nur asiatischer Teil) |
| Ostasien                               |                     |                                   |                                     |
| Volksrepublik China                    | Peking              | 9.572.419                         | 1.380.000.000                       |
| Republik China (Taiwan)                | Taipeh              | 35.980                            | 23.500.000                          |
| Japan                                  | Tokio               | 377.835                           | 126.900.000                         |
| Mongolei                               | Ulaanbaatar         | 1.565.500                         | 3.000.000                           |
| Nordkorea                              | Pjöngjang           | 122.762                           | 25.000.000                          |
| Südkorea                               | Seoul               | 99.392                            | 50.700.000                          |
| Südasien                               |                     |                                   |                                     |
| Afghanistan                            | Kabul               | 647.500                           | 32.200.000                          |
| Bangladesch                            | Dhaka               | 144.000                           | 160.400.000                         |
| Bhutan                                 | Thimphu             | 38.390                            | 800.000                             |
| Indien                                 | Neu-Delhi           | 3.287.590                         | 1.314.100.000                       |
| Malediven                              | Malé                | 298                               | 300.000                             |
| Nepal                                  | Kathmandu           | 147.181                           | 28.000.000                          |
| Pakistan                               | Islamabad           | 803.940                           | 199.000.000                         |
| Sri Lanka                              | Colombo             | 65.610                            | 20.900.000                          |
| Südostasien                            |                     |                                   |                                     |
| Brunei                                 | Bandar Seri Begawan | 5.770                             | 400.000                             |
| Indonesien                             | Nusantara           | 1.912.988                         | 255.700.000                         |
| Kambodscha                             | Phnom Penh          | 181.040                           | 15.400.000                          |
| Laos                                   | Vientiane           | 236.800                           | 6.900.000                           |
| Malaysia                               | Kuala Lumpur        | 329.750                           | 30.800.000                          |
| Myanmar                                | Naypyidaw           | 676.600                           | 52.100.000                          |
| Philippinen                            | Manila              | 300.000                           | 103.000.000                         |
| Singapur                               | Singapur            | 682                               | 5.500.000                           |
| Thailand                               | Bangkok             | 513.115                           | 65.100.000                          |
| Osttimor                               | Dili                | 15.007                            | 1.200.000                           |
| Vietnam                                | Hanoi               | 331.690                           | 91.700.000                          |
| Vorderasien                            |                     |                                   |                                     |
| Ägypten (nur die Halbinsel Sinai)      | Kairo               | 60.000 (nur der Sinai)            | ≈1.300.000 (nur auf dem Sinai)      |
| Armenien*                              | Jerewan             | 29.800                            | 3.000.000                           |
| Aserbaidschan                          | Baku                | 86.600                            | 9.700.000                           |
| Bahrain                                | Manama              | 711                               | 1.400.000                           |
| Georgien*                              | Tiflis              | 69.700                            | 3.800.000                           |
| Irak                                   | Bagdad              | 437.072                           | 37.100.000                          |
| Iran                                   | Teheran             | 1.648.195                         | 78.500.000                          |
| Israel                                 | Jerusalem           | 22.380                            | 8.400.000                           |
| Jemen                                  | Sanaa               | 527.970                           | 26.700.000                          |
| Jordanien                              | Amman               | 89.342                            | 8.100.000                           |
| Katar                                  | Doha                | 11.437                            | 2.400.000                           |
| Kuwait                                 | Kuwait              | 17.820                            | 3.800.000                           |
| Libanon                                | Beirut              | 10.452                            | 6.200.000                           |
| Oman                                   | Maskat              | 309.500                           | 4.200.000                           |
| Palästina**                            | Ramallah            | 6.220                             | 4.500.000                           |
| Saudi-Arabien                          | Riad                | 2.240.000                         | 31.600.000                          |
| Syrien                                 | Damaskus            | 185.180                           | 17.100.000                          |
| Türkei (ohne europäisches Ostthrakien) | Ankara              | 779.452                           | 67.000.000                          |
| Vereinigte Arabische Emirate           | Abu Dhabi           | 83.600                            | 9.600.000                           |
| Zypern*                                | Nikosia             | 9.251                             | 775.927                             |
| Zentralasien                           |                     |                                   |                                     |
| Kasachstan (ohne europäischen Teil)    | Astana              | 2.717.300                         | 17.500.000                          |
| Kirgisistan                            | Bischkek            | 198.500                           | 6.000.000                           |
| Tadschikistan                          | Duschanbe           | 143.100                           | 8.500.000                           |
| Turkmenistan                           | Aşgabat             | 488.100                           | 5.400.000                           |
| Usbekistan                             | Taschkent           | 447.400                           | 31.300.000                          |

* wird politisch und kulturell Europa zugerechnet
** umstrittener Staat
Als zwei weitere Staaten wurden seit 2008 Abchasien und Südossetien von Russland und vier nichtasiatischen Staaten anerkannt, von den übrigen Staaten jedoch weiterhin als Teil Georgiens betrachtet. Die türkisch besetzte Türkische Republik Nordzypern ist nur von der Türkei anerkannt. Das mit armenischer Hilfe von Aserbaidschan abgespaltene Bergkarabach wird zwar selbst von Armenien nicht anerkannt, jedoch von Abchasien und Südossetien. Auch die Autonome Region Kurdistan im Nordirak strebte ursprünglich die Unabhängigkeit an, hat sich jedoch in einem Grundlagenvertrag mit der Zentralregierung in Bagdad auf Autonomie innerhalb des Irak verständigt. Der aus den Palästinensischen Autonomiegebieten hervorgegangene Staat Palästina ist zwar Beobachterstaat in der UNO, jedoch kein UNO-Mitgliedsstaat. Bereits 1988 war die palästinensische Staatsgründung von über 100 Staaten (darunter DDR und Vatikan) anerkannt worden, zu denen Palästina diplomatische Beziehungen unterhält. International nicht anerkannt ist der Islamische Staat, der sich spätestens seit 2014 über weite Teile des Irak und Syriens erstreckt und die im 20. Jahrhundert entstandene staatliche Gliederung Westasiens in Frage stellt.

## Wirtschaftliche und politische Bündnisse und Organisationen

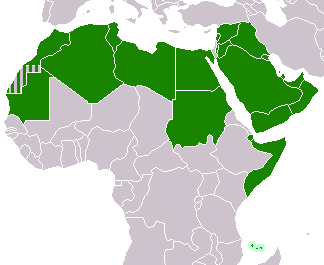
Arabische Liga

Die Arabische Liga wurde als Verbund arabischer Staaten am 22. März 1945 in Kairo gegründet, wo sie auch ihren Sitz hat. Sie besteht aus 22 Mitgliedsstaaten: 21 Nationalstaaten in Afrika und Asien sowie Palästina. Hauptziel der Arabischen Liga sind die Förderung der Beziehungen der Mitgliedsstaaten auf politischem, kulturellem, sozialem und wirtschaftlichem Gebiet. Die Unabhängigkeit und Souveränität der Mitgliedsstaaten und der arabischen Außeninteressen soll bewahrt und Streit innerhalb der Liga geschlichtet werden. Beschlüsse der Liga sind nur bindend für jene Staaten, die ihnen zugestimmt haben. Mitgliedsstaaten aus Asien sind: Bahrain, Irak, Jemen, Jordanien, Katar, Kuwait, Libanon, Oman, Palästina, Saudi-Arabien, Syrien und die Vereinigten Arabischen Emirate. Innerhalb der Liga bilden Saudi-Arabien, Kuwait, Bahrain, Katar, die VAE und Oman den Golf-Kooperationsrat.
Im September 1960 gründeten Iran, der Irak, Kuwait, Saudi-Arabien und der südamerikanische Staat Venezuela in Bagdad die OPEC (Organisation Erdöl exportierender Länder), der später auch die Ölförderländer Katar (1961), Indonesien (1962) und die Vereinigten Arabischen Emirate (1967) beitraten. Die OPEC-Mitgliedsstaaten aus Asien, Afrika und Südamerika fördern zusammen etwa 40 % der weltweiten Erdölproduktion und verfügen über rund drei Viertel der weltweiten Erdölreserven. Ziele der OPEC sind eine gemeinsame Ölpolitik, um sich gegen einen Preisverfall abzusichern und zugleich die weltweite Ölversorgung sicherzustellen. Über die Festlegung von Förderquoten für die einzelnen OPEC-Mitglieder wird die Erdölproduktion geregelt. Neben der OPEC sind eine Reihe von Staaten auch in der OAPEC (Organisation der arabischen Erdöl exportierenden Staaten) vertreten, die 1968 von Kuwait, Libyen und Saudi-Arabien als Zusammenschluss politisch konservativer arabischer Länder Asiens und Nordafrikas und Gegenpol zur OPEC geschaffen wurde. Weitere Mitglieder aus Asien sind heute Bahrain, Irak, Katar, Syrien und die Vereinigten Arabischen Emirate.

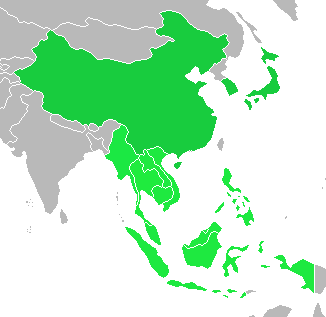
ASEAN und ASEAN Plus Three

Die ASEAN (Verband Südostasiatischer Nationen) wurde am 8. August 1967 als politische, wirtschaftliche und kulturelle Vereinigung der südostasiatischen Staaten Thailand, Indonesien, Malaysia, Philippinen und Singapur gegründet. Ziel war und ist die Zusammenarbeit in der Förderung des wirtschaftlichen Aufschwungs, des sozialen Fortschritts und der politischen Stabilität in der Region. Gegründet in der Zeit des „Kalten Krieges“, war das Bündnis von Anfang an kapitalistisch-marktwirtschaftlich und auf die Zusammenarbeit mit den westlichen Industrienationen ausgerichtet und stand in Konkurrenz zur kommunistisch-planwirtschaftlichen Volksrepublik China. 1984 trat das Sultanat Brunei der ASEAN bei, 1995 Vietnam, 1997 Myanmar und Laos sowie 1999 Kambodscha. Papua-Neuguinea hat den Status eines Beobachters. Am 1. Januar 2003 wurde mit der Etablierung der ASEAN-Freihandelszone (AFTA) eine Freihandelszone geschaffen, der alle Mitgliedsstaaten der ASEAN angehören. Australien und Neuseeland stehen in Verhandlungen, um diesem Freihandelsabkommen beizutreten. ASEAN plus Drei bezeichnet die gemeinsame Konferenz der ASEAN-Staaten mit China, Japan und Südkorea. In Thailand wurde 2000 die Chiang-Mai-Initiative begründet, die eine enge Kooperation der ASEAN plus Drei-Länder im Finanzsektor festlegt.

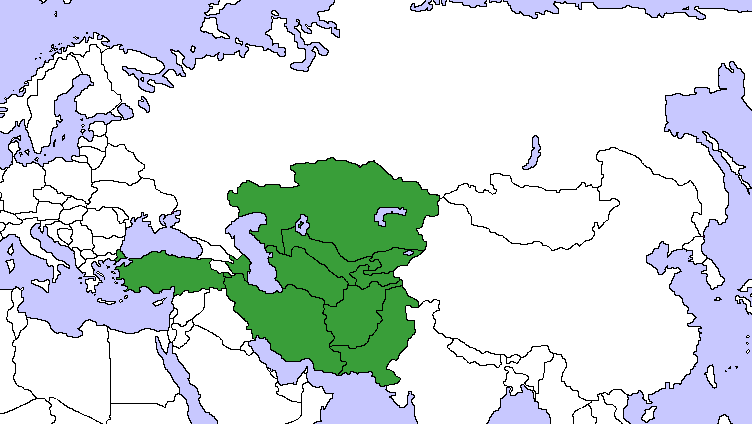
ECO

Iran, Pakistan und die Türkei gründeten 1985 die Organisation für wirtschaftliche Zusammenarbeit (ECO), aus der eine Freihandelszone entstehen sollte. Seit der Auflösung der Sowjetunion traten auch Afghanistan, Aserbaidschan, Kasachstan, Kirgisistan, Tadschikistan, Turkmenistan und Usbekistan dem Kooperationsbündnis bei. Internationale Bedeutung kommt ihm vor allem durch den Reichtum an Bodenschätzen in einigen Mitgliedsländern und durch die strategische Lage als Transitkorridor für diese Güter sowohl nach Europa wie auch nach China zu.

APEC

Auf Initiative der USA, Japans und Australiens wurde 1989 die Asiatisch-Pazifische Wirtschaftsgemeinschaft (APEC) geschaffen, deren Ziel die Einrichtung einer alle Pazifik-Anrainerstaaten umfassenden Freihandelszone in zwei Schritten ist: Ab 2010 sollen die Freihandelsabkommen für die Industrienationen der Regionen gelten, ab 2020 auch für die Entwicklungsländer. Asiatische Mitglieder der APEC sind Brunei, die Volksrepublik China, Indonesien, Japan, Malaysia, Papua-Neuguinea, die Philippinen, Russland, Singapur, Südkorea, Taiwan, Thailand und Vietnam.
Das Asien-Europa-Treffen (Asia-Europe Meeting: ASEM) dient der Beratung und multilateralen Gesprächen zwischen Europa und Asien über eine Zusammenarbeit in Wirtschaft, Politik, Bildung und Kultur. Der Vorschlag zu diesem Treffen kam vom damaligen Premierminister von Singapur Goh Chok Tong und wurde im März 1996 umgesetzt. Mitglieder aus Asien sind: Brunei, die Volksrepublik China, Indonesien, Japan, Kambodscha, Laos, Malaysia, Myanmar, Philippinen, Singapur, Südkorea, Thailand und Vietnam.
1997 wurde die Gruppe der acht Entwicklungsländer (D-8) gegründet, der neben Ägypten und Nigeria die asiatischen Staaten Bangladesch, Indonesien, Iran, Malaysia, Pakistan und die Türkei angehören. Ziel der D-8 ist es, ihre Stellung in der Weltwirtschaft zu verbessern, Handelsbeziehungen zu diversifizieren und neue Handelsbeziehungen zu schaffen, die Teilhabe bei Entscheidungen auf internationaler Ebene auszubauen und so für bessere Lebensbedingungen der Menschen in Entwicklungsländern zu sorgen.

SCO
Mitgliedsstaaten
Beobachterstatus

Die Shanghai Cooperation Organisation (SCO; auch: Shanghaier Organisation für Zusammenarbeit, SOZ) ging 2001 aus der Shanghai-Five-Gruppe hervor, die in erster Linie der militärischen Zusammenarbeit der Mitgliedsländer und der Reduktion der Militärpräsenzen an den gemeinsamen Grenzen dienen sollte. Zu den ursprünglichen Mitgliedsstaaten Volksrepublik China, Russland, Kasachstan, Kirgisistan und Tadschikistan kam mit Gründung der SCO Usbekistan hinzu. Die Mongolei, Indien, Pakistan und Iran befinden sich im Beobachterstatus. Besonders Indien wird zu einer vollen Mitgliedschaft ermutigt. Neben der Verbesserung der politischen Stabilität in der Region, wozu auch ein Antiterrornetzwerk (Regional Antiterrorism Structure, RATS) eingerichtet wurde, werden langfristig eine gemeinsame Außenpolitik und die Schaffung einer Freihandelszone angestrebt.
Im Vorfeld der fünften ministeriellen Konferenz der Welthandelsorganisation (WTO) in Cancún (Mexiko) wurde am 20. August 2003 die G20 (zeitweise auch G21, G22 oder G20+) als gemeinsame Plattform für Entwicklungs- und Schwellenländer und Gegengewicht zu den USA und der EU geschaffen. Neben Brasilien sind die Volksrepublik China und Indien darin die führenden Kräfte. Mitglieder sind auch Indonesien, Pakistan, die Philippinen und Thailand.
Seit 2002 kooperieren 30 asiatische Staaten aus allen Regionen im Asian Cooperation Dialogue. Jährliche Treffen vor allem der Außen-, Finanz- und Wirtschaftsminister sollen zu einer verstärkten Zusammenarbeit beitragen.
Weitere wichtige asiatische Organisationen sind: die Organisation der Islamischen Konferenz, die Asiatische Entwicklungsbank (Asia Development Bank, ADB) und die Asiatische Menschenrechtskommission.